# Luc Tuymans

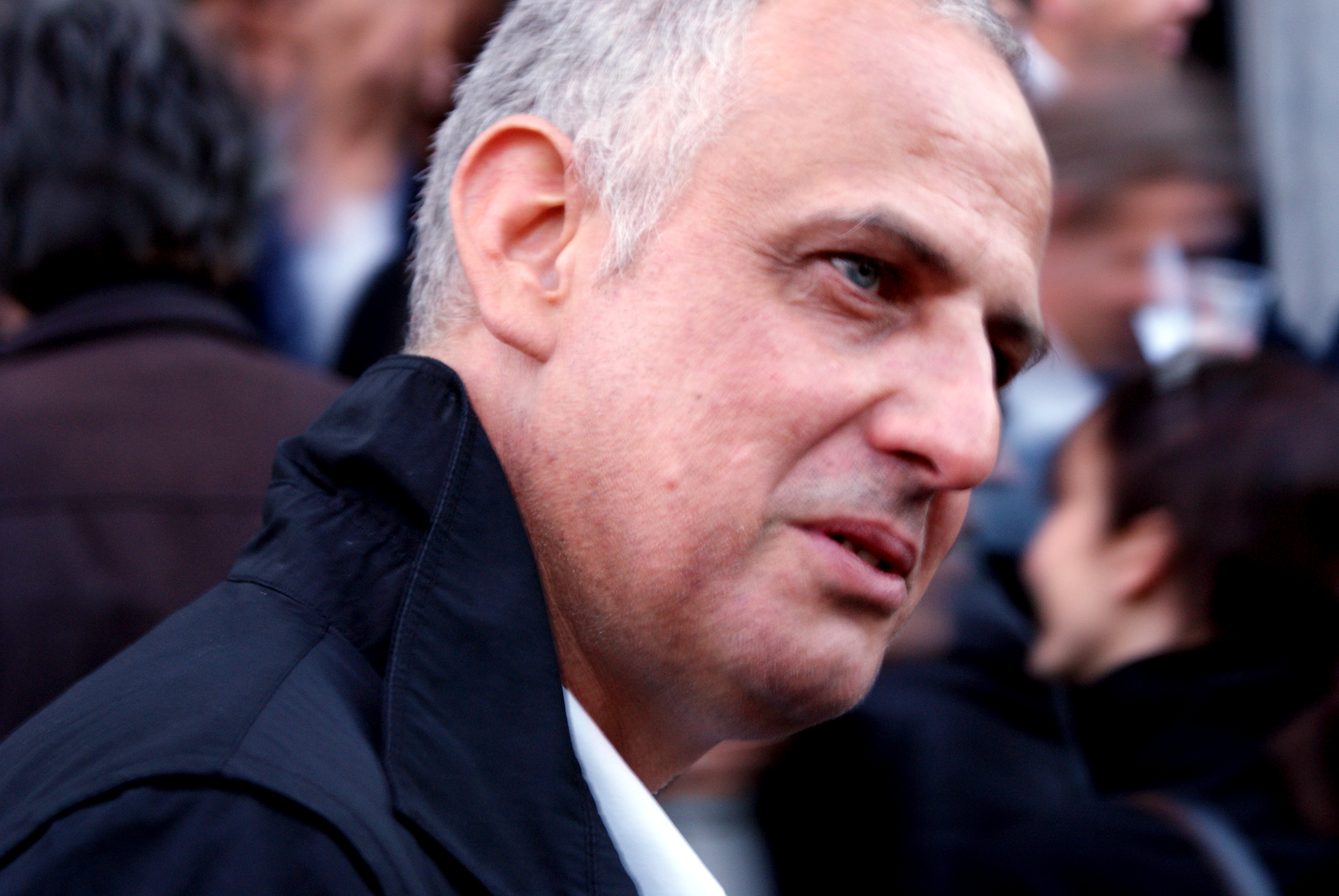
Luc Tuymans 2009

Luc Tuymans (* 1958 in Mortsel, Belgien) ist ein belgischer Maler. Er lebt und arbeitet in Antwerpen.

## Biografie
Tuymans verbrachte seine Kindheit in Antwerpen. Er ist das Kind einer Niederländerin, deren Familie im Widerstand gegen den Nationalsozialismus tätig war; die Familie des Vaters hingegen war den Nationalsozialisten verbunden. Die daraus sich ergebenden Kontroversen beeinflussten Tuymans ebenso wie seine Erinnerungen an eine Schulzeit, die von Schmähungen und Gewalt seitens seiner Mitschüler geprägt war.
Von 1976 bis 1982 studierte Tuymans zunächst Freie Kunst, um sich im Anschluss daran bis 1986 dem Studium der Kunstgeschichte zu widmen. In die Mitte der 1980er Jahre fallen ebenfalls die ersten grundlegenden Werke von Tuymans, die entgegen den damaligen künstlerischen Strömungen figurativ angelegt waren und eine bemerkenswerte Bildsprache und -ästhetik erkennen lassen: in zurückgenommenen Farbtönen thematisierte Tuymans historische und politische Ereignisse und hinterfragte dabei die Glaubwürdigkeit von Bildern und Bildmedien im Hinblick auf unser historisches Gedächtnis.
1992 wurde Luc Tuymans durch seinen Auftritt auf der documenta IX in Kassel einem internationalen Publikum bekannt und stellte seitdem in zahlreichen Einzel- und Gruppenausstellungen in Europa, Amerika und Asien aus. Mit der Präsentation seiner Werke im Belgischen Pavillon der Biennale von Venedig im Jahr 2001 sowie mit der erneuten Beteiligung an der Documenta11 im darauffolgenden Jahr etablierte sich Tuymans endgültig als einer der gefragtesten und prägendsten Maler seiner Generation. Dementsprechend wurde sein Werk seither zunehmend in retrospektiv angelegten Ausstellungen gezeigt, zu denen die Tuymans-Präsentationen in der K21 in Düsseldorf und in der Tate Modern in London sowie in der Műcsarnok-Kunsthalle in Budapest, im Haus der Kunst in München und in der Nationalen Kunstgalerie Zachęta in Warschau gerechnet werden können.
Das Werk von Tuymans wurde in einer umfangreichen Übersichtsausstellung in Amerika gezeigt, die bis 2011 vom Wexner Center for the Arts in Columbus ins San Francisco Museum of Modern Art in San Francisco, ins Dallas Museum of Art in Dallas sowie ins Museum of Contemporary Art in Chicago tourte. Seit 2013 ist er auswärtiges Ehrenmitglied der American Academy of Arts and Letters. Im Mai 2018 wurde Tuymans als neues Mitglied in die Sektion Bildende Kunst der Berliner Akademie der Künste gewählt.

## Rezeption
Die singuläre Bildsprache und -ästhetik von Tuymans wie auch das Festhalten an figurativen Bildinhalten trug maßgeblich zu dem in den späten 1990er Jahren einsetzenden Diskurs um neue Formen der Malerei bei. Mit der zurückgenommenen Farbigkeit und der Direktheit seiner Bildinhalte beeinflusste er eine ganze Generation von jüngeren Malern, zu denen insbesondere Wilhelm Sasnal und Eberhard Havekost zu zählen sind. Die FAZ-Kunstkritikerin Rose-Maria Gropp meint, man könne ihn als einen „zeitgenössischen Meister der Vanitas“-Idee des Barock verstehen.

## Werke in öffentlichen Sammlungen
Entsprechend der kunsthistorischen Bedeutung von Tuymans erhielten die Werke des Malers u. a. Einzug in die Sammlungen folgender Museen: Museum of Modern Art, New York; Solomon R. Guggenheim Museum, New York; Art Institute of Chicago, Chicago; San Francisco Museum of Modern Art, San Francisco; Hirshhorn Museum and Sculpture Garden, Washington D.C.; Museum of Contemporary Art, Los Angeles; Tate Modern, London; Centre Georges Pompidou, Paris; Collection Francois Pinault, Venedig; Museum für Moderne Kunst, Frankfurt; Pinakothek der Moderne, München; Sammlung Goetz, München; Hamburger Bahnhof, Berlin; Galerie Neue Meister, Dresden; Stedelijk Museum, Amsterdam; Museu Serralves, Porto; De Pont Foundation, Tilburg; Bonnefantenmuseum, Maastricht; Museum van Hedendaagse Kunst (MuHKA), Antwerpen; Stedelijk Museum voor Actuele Kunst, Ghent; Kunstmuseum Bremerhaven.